# Route nationale 21d
La route nationale 21d (RN 21d o N 21d) è stata una strada nazionale francese che partiva da Gèdre, in corrispondenza dell'intersezione con la N21, e terminava ad Héas nella valle del Gave de Héas. Nel 1972 venne completamente declassata a D922.